# Кожух (приток Кии)
Кожух (в верховье — Большой Кожух, Полуденный Кожух) — река в Кемеровской области России, левый приток Кии. Впадает в Кию слева в 351 км от устья. Длина реки составляет 144 км, площадь водосбора — 2000 км².
Река мелководная и каменистая.

## Притоки
(км от устья)
- Головановка (лв)
- Сосновка (пр)
- Тигули (пр)
- Малый Кайгадат (лв)
- 16 км: Большой Кайгадат (лв)
- 16 км: Кургуюл (пр)
- 20 км: Тулуюл (пр)
- Малая Илы (лв)
- 30 км: Боготуюл (пр)
- Переушина (лв)
- 33 км: Большая Илы (лв)
- 40 км: Палатно-Ударная (пр)
- Быстрая (пр)
- Белокаменка (лв)
- Смирновский (лв)
- 55 км: Васильевка (лв)
- Анненка (лв)
- 65 км: Шалтырак (пр)
- Шалтырак (лв)
- 72 км: Бобровая (лв)
- 75 км: Шалтырь-Кожух (пр)
- Григорьевка (лв)
- Половинка (пр)
- Безымянка (пр)
- 90 км: Северный Кожух (лв)
- Большая Литвиновка (пр)
- 118 км: Глухой Кожух (пр)
- Кожушок (пр)

## Данные водного реестра
По данным государственного водного реестра России относится к Верхнеобскому бассейновому округу, водохозяйственный участок реки — Чулым от города Ачинск до водомерного поста села Зырянское, речной подбассейн реки — Чулым. Речной бассейн реки — (Верхняя) Обь до впадения Иртыша.